# 180 Garumna
Garumna (asteroide 180) é um asteroide da cintura principal, a 2,2603019 UA. Possui uma excentricidade de 0,1690067 e um período orbital de 1 638,5 dias (4,49 anos).
Garumna tem uma velocidade orbital média de 18,05960641 km/s e uma inclinação de 0,87057º.
Esse asteroide foi descoberto em 29 de Janeiro de 1878 por Joseph Perrotin.
Este asteroide recebeu este nome em homenagem ao Rio Garona, na França.